# Capim-navalha
Paspalum virgatum (nome comum: capim-navalha) é uma espécie de planta com flor pertencente à família Poaceae.